# Paracroton pendulus
Paracroton pendulus là một loài thực vật có hoa trong họ Đại kích. Loài này được (Hassk.) Miq. mô tả khoa học đầu tiên năm 1859.